# Mary Katherine Campbell
Mary Katherine Campbell (18 décembre 1905 - 7 juin 1990) est, à l'âge de 16 ans, la deuxième Miss America, en 1922. Elle est aussi l'unique Miss America à avoir gagné le titre à deux reprises, l'emportant à nouveau, en 1923.

## Jeunesse
Mary Katherine Campbell obtient son diplôme de l'East High School en février 1922 et entre à l'université d'État de l'Ohio comme étudiante en art, après sa victoire à Miss America. Cela fait d'elle la première gagnante du concours de beauté à aller à l'université. Elle fréquente également l'université Wesleyenne de l'Ohio, où elle est membre de la fraternité Pi Beta Phi (en).

## Concours de beauté
Elle devient Miss Columbus face à 170 autres femmes et se rend à Atlantic City, où le concours interurbain se développe pour inclure 57 femmes de tout le pays.
C'est la dernière fois, dans l'histoire de Miss America, où les gagnantes professionnelles, comme le mannequin, Dorothy Knapp, et les amatrices, comme Gladys Grenemeyer de West Philadelphia, sont jugées en finale contre la championne Inter-City, Mary Katherine Campbell, et devienne finaliste pour le titre Miss America. Mary Katherine Campbell gagne le titre. Elle participe de nouveau, en 1923, à Atlantic City face à 74 autres femmes de 36 États.
Mary Katherine Campbell a été Miss America 1922 (en) et Miss America 1923 (en) et elle a également été première dauphine au concours Miss America 1924 (en), après plusieurs heures de délibération. En compétition pour le titre Miss Columbus (en), Mary Katherine n'avait que seize ans, au moment de son premier couronnement en 1922. Elle a menti sur son âge, de près d'un an, déclarant qu'elle était née en mai 1905, afin de participer au concours qui s'est tenu à Atlantic City dans le New Jersey. Après le concours de 1924, les délibérations des juges révèlent que Mary Katherine Campbell avait presque gagné le titre une troisième fois : l'organisation de Miss America change les règles de sorte qu'« une concurrent ne peut gagner le titre Miss América qu'une seule fois ».

## Proposition de carrière
Mary Katherine Campbell a reçu des offres de trois films, deux comédies musicales de Broadway et un cirque. Elle est même approchée par Florenz Ziegfeld pour devenir une Ziegfeld Girl et se produire avec les célèbres choristes des Ziegfeld Follies, mais sa mère ne le lui permet pas. Elle chante My Buddy (en) en tournée, pendant quelques semaines, mais déclare « Vous ne pouviez pas m'entendre au-delà de la troisième rangée ». Elle retourne alors dans l'Ohio s'occuper de sa mère, malade.

## Vie personnelle
Elle se marie avec Victor Cahill, qui meurt en 1957, puis se remarie avec Frederick Stanton Townley. Elle meurt, seule et oubliée, à San Francisco, le 7 juin 1990.

### Source de la traduction
- (en) Cet article est partiellement ou en totalité issu de l’article de Wikipédia en anglais intitulé « Mary Katherine Campbell » (voir la liste des auteurs).